# Kabinett Konstantinos Mitsotakis
Das Kabinett Konstantinos Mitsotakis wurde am 11. April 1990 in Griechenland durch Konstantinos Mitsotakis gebildet und löste das Kabinett Xenophon Zolotas ab. Das Kabinett bestand bis zum 13. Oktober 1993 und wurde dann durch das dritte Kabinett Papandreou abgelöst.
Die durch die Übergangsregierung Zolotas vorbereitete Parlamentswahl vom 8. April 1990 führte dazu, dass die Nea Dimokratia (ND) von Konstantinos Mitsotakis 46,9 Prozent der Stimmen sowie 150 Mandate bekam und damit die absolute Mehrheit im 300 Mandate zählenden Parlament knapp verpasste. Auf die Panellinio Sosialistiko Kinima (PASOK) unter Führung von Andreas Papandreou 38,6 Prozent und 123 Sitze. Dank Unterstützung durch Theodoros Katsikis, der einzige Abgeordnete der Demokratischen Erneuerung DIANA (Δημοκρατική Ανανέωση), gelang es Mitsotakis jedoch eine Regierung zu bilden.
Bei der Parlamentswahl vom 10. Oktober 1993 erlitt die ND jedoch erhebliche Verluste von 7,59 Prozentpunkten und konnte bei 39,3 Prozent der Stimmen nur noch 111 Abgeordnete stellen. Die PASOK dagegen konnte ihren Stimmenanteil um 8,27 Prozentpunkte auf 46,88 Prozent steigern, und zog aufgrund des verstärkten Verhältniswahlrechts mit 170 Mandate in das Parlament ein. Papandreou bildete daraufhin sein drittes Kabinett.

## Minister
| Ministeramt                                     | Amtszeit                                                                         | Minister | Lebensdaten                                         |
| ----------------------------------------------- | -------------------------------------------------------------------------------- | --- | --------------------------------------------------- |
| Ministerpräsident (Präsident des Ministerrates) | 11. April 1990                                                                   | Konstantinos Mitsotakis                                                                                                 | * 1918 † 2017                                       |
| Vizepräsident der Regierung                     | 11. April 1990                                                                   | Tzannis Tzannetakis | * 1927 † 2010                                       |
| Vizepräsident der Regierung                     | 11. April 1990                                                                   | Athanasios Kanellopoulos                                                                                                | * 1923 † 1994                                       |
| Auswärtiges                                     | 11. April 1990 14. April 1992 7. August 1992                                     | Andonis Samaras Konstantinos Mitsotakis Michalis Papakonstantinou                                                       | * 1951 * 1918 † 2017 * 1919 † 2010                  |
| Nationale Verteidigung                          | 11. April 1990                                                                   | Ioannis Varvitsiotis | * 1933                                              |
| Inneres                                         | 11. April 1990 8. August 1991 3. Dezember 1992 14. September 1993                | Sotiris Kouvelas Nikos Kleitos Ioannis Kefalogiannis Ioannis Georgakis                                                  | * 1936 * 1929 * 1932 † 2012 * 1916 † 1993           |
| Finanzen                                        | 11. April 1990 7. August 1992                                                    | Ioannis Paleokrassas Stephanos Manos                                                                                    | * 1934 † 2021 * 1939                                |
| Justiz                                          | 11. April 1990 8. August 1991 7. August 1992 3. Dezember 1992 14. September 1993 | Athanasios Kanellopoulos Michalis Papakonstantinou Ioannis Varvitsiotis Anna Psarouda-Benaki Georgios Plagianakos       | * 1923 † 1994 * 1919 † 2010 * 1933 * 1934 Unbekannt |
| Wirtschaft                                      | 11. April 1990 1. Oktober 1990 8. August 1991 17. Februar 1992                   | Georgios Souflias Konstantinos Mitsotakis Efthymios Christodoulou Stephanos Manos                                       | * 1941 * 1918 † 2017 * 1932 * 1939                  |
| Minister beim Präsidenten der Regierung         | 11. April 1990 31. Oktober 1991                                                  | Miltiadis Evert Sotirios Kouvelas                                                                                       | * 1939 † 2011 * 1936                                |
| Umwelt, Raumplanung und öffentliche Arbeiten    | 11. April 1990 8. August 1991                                                    | Stephanos Manos Achilleas Karamanlis                                                                                    | * 1939 * 1929                                       |
| Nationale Bildung und religiöse Angelegenheiten | 11. April 1990 10. Januar 1991                                                   | Vasilios Kontogiannopoulos Georgios Souflias                                                                            | * 1942 * 1941                                       |
| Transport und Kommunikation                     | 11. April 1990 3. Dezember 1990                                                  | Nikolaos Gelestathis Theodoros Anagnostopoulos                                                                          | * 1930 * 1936                                       |
| Arbeit                                          | 11. April 1990                                                                   | Aristidis Kalantzakos                                                                                                   | * 1928                                              |
| Gesundheit, Wohlfahrt und soziale Sicherheit    | 11. April 1990 8. August 1991 3. Dezember 1992                                   | Marietta Giannakou Georgios Sourlas Dimitris Sioufas                                                                    | * 1951 † 2022 * 1941 * 1944 † 2019                  |
| Landwirtschaft                                  | 11. April 1990 8. August 1991 31. Oktober 1991 27. November 1992                 | Michalis Papakonstantinou Sotirios Kouvelas Sotirios Chatzigakis Christos Koskinas                                      | * 1919 † 2010 * 1936 * 1944 * 1944                  |
| Öffentliche Ordnung                             | 11. April 1990 8. August 1991 3. Dezember 1992 14. September 1993                | Ioannis Vasiliadis Theodoros Anagnostopoulos Nikolaos Gelestathis Dimitrios Manikas                                     | * 1924 † 2012 * 1936 * 1930 * 1932                  |
| Kultur                                          | 11. April 1990 8. August 1991 3. Dezember 1992 7. Dezember 1992                  | Tzannis Tzannetakis Anna Psarouda-Benaki Kalliopi Bourdara (kommissarisch) Dora Bakogianni                              | * 1927 † 2010 * 1934 * 1947 * 1954                  |
| Tourismus                                       | 11. April 1990 24. Mai 1990                                                      | Georgios Souflias Ioannis Kefalogiannis                                                                                 | * 1941 * 1932 † 2012                                |
| Industrie, Energie und Technologie              | 11. April 1990 29. Juli 1991 8. August 1991 7. August 1992 3. Dezember 1992      | Stavros Dimas Vasilios Mantzoris (kommissarisch) Andreas Andrianopoulos Ioannis Paleokrassas Vasilios Kontogiannopoulos | * 1941 * 1935 * 1934 † 2021 * 1942                  |
| Handelsmarine                                   | 11. April 1990 1. Oktober 1990 3. Dezember 1992                                  | Konstantinos Mitsotakis Aristotelis Pavlidis Alexandros Papadongonas                                                    | * 1918 † 2017 * 1943 * 1931                         |
| Handel                                          | 11. April 1990 8. August 1991 7. August 1992 3. Dezember 1992                    | Athanasios Xarchas Andreas Andrianopoulos Ioannis Paleokrassas Vasilios Kontogiannopoulos                               | * 1931 * 1945 * 1934 † 2021 * 1942                  |
| Makedonien und Thrakien                         | 11. April 1990 8. August 1991                                                    | Georgios Tzitzikostas Panagiotis Chatzinikolaou                                                                         | * 1941 † 2000 * 1932                                |
| Ägäis                                           | 11. April 1990 8. August 1991                                                    | Georgios Misailidis Konstantinos Mitsotakis                                                                             | * 1929 † 2001 * 1918 † 2017                         |
| Minister ohne Geschäftsbereich                  | 11. April 1991                                                                   | Mikis Theodorakis | * 1925 † 2021                                       |
| Minister ohne Geschäftsbereich                  | 11. April 1991                                                                   | Ioannis Kefalogiannis                                                                                                   | * 1932 † 2012                                       |
| Staatsminister ohne Geschäftsbereich            | 8. August 1991                                                                   | Tzannis Tzannetakis | * 1927 † 2010                                       |
| Staatsminister ohne Geschäftsbereich            | 8. August 1991                                                                   | Athanasios Kanellopoulos                                                                                                | * 1923 † 1994                                       |
| Staatsminister ohne Geschäftsbereich            | 7. August 1992                                                                   | Andreas Andrianopoulos                                                                                                  | * 1945                                              |